# Tommaso Temanza

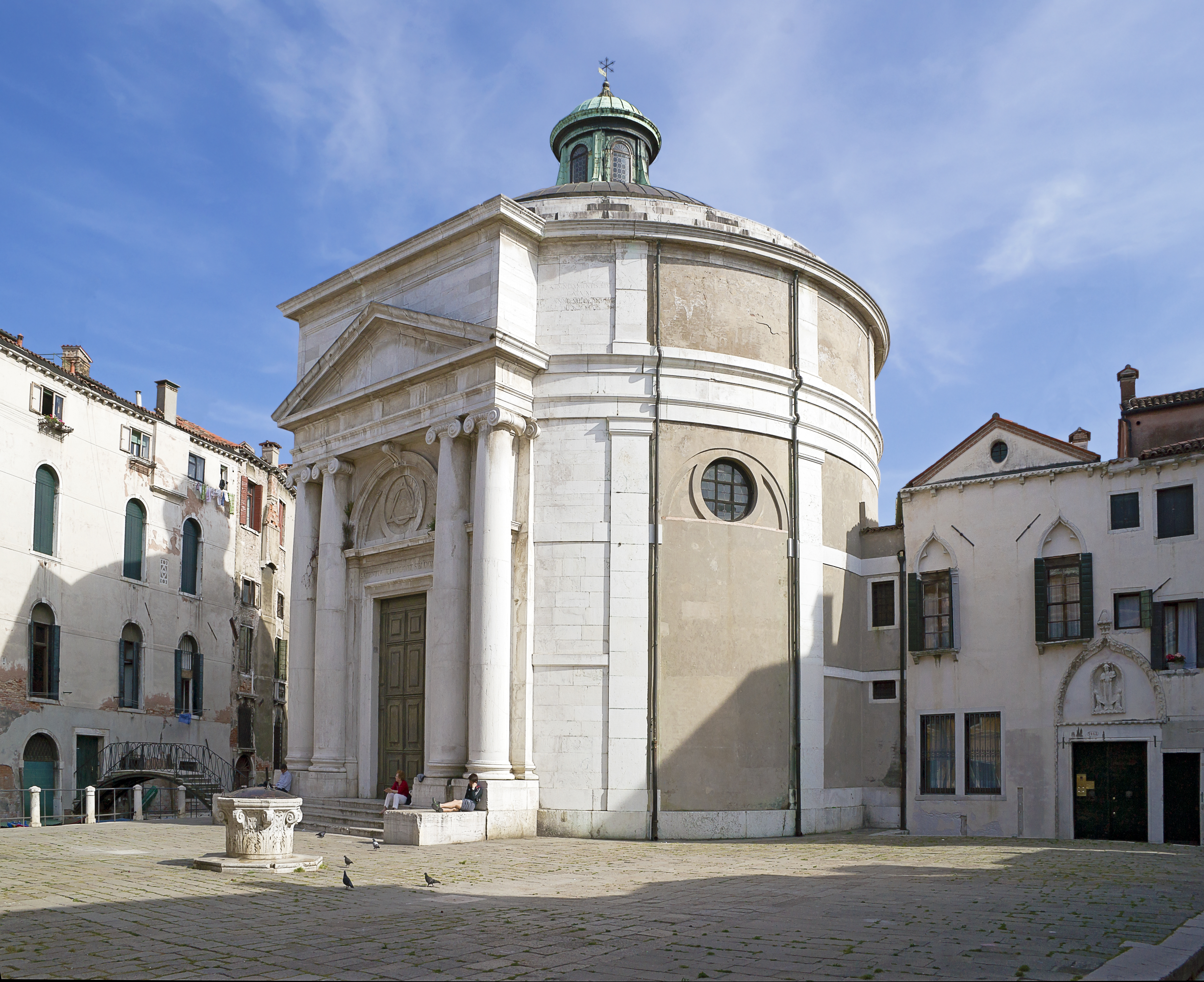
"Den Maggdalena" Kyrkan arbete Tommaso Temanza i Venedig.

Tommaso Temanza, född den 9 mars 1705 i Venedig, död där den 14 juni 1789, var en italiensk arkitekt, författare och ingenjör.
Temanza gav sig tidigt in på arkitektbanan, men studerade bland annat också matematik för Giovanni Poleni. Hans familj hade länge verkat i republiken Venedigs tjänst och själv blev han anställd som chefsarkitekt på vattenmyndigheten. Temenzas betydelse låg främst i att han var en drivande kraft i utvecklingen från rokoko till nyklassicism i stadens arkitektoniska utseende. Bland de byggnader han själv ritade finns Santa Maria Maddalena-kyrkan (där hans aska vilar). Temanzas viktigaste verk som författare är verket Vite dei più celebri architetti e scrittori veneziani ("De mest berömda venetianska författarnas och arkitekternas liv").